# Arnold (évêque d'Auvergne)
Pour les articles homonymes, voir Arnold.
Arnold ou Armauld, (en latin Arnaldus, Arnoldus, Ermoldus, Armaldus ou Armardus, était un religieux du Moyen Âge central qui fut évêque de Clermont entre 912 et 938.

## Éléments biographiques
C’est sous l'épiscopat d'Arnaud, vers les années 915 et 916, que les Normands commirent de nouvelles dévastations en Auvergne. Jean Mabillon rapporte qu’il a fondé le monastère de Sauxillanges en 916 et le monastère de Chanteuge en 936. L’année suivante, des moines de l’abbaye de Saint-Alyre, qui avaient dû s’enfuir à cause des invasions normandes purent revenir à Clermont. Bernard, leur abbé, et un autre Bernard, abbé de la cathédrale, demandèrent à l’évêque le rétablissement du monastère. Arnaud consulta le clergé et les barons d’Auvergne avec l’aide de Raymond Pons comte de Toulouse et d’Auvergne ; il décida de relever l’abbaye de Saint-Alyre. On suppose que c’est à cette époque qu’on donna à cette abbaye une architecture en forteresse. Dans différents actes, Arnaud se qualifie de « pape » ainsi que le firent beaucoup d’évêques jusqu’à la bulle du pape Grégoire VII qui voulut que ce fût le titre exclusif des évêques de Rome. On ignore la date de sa mort.
Jusqu’à la fin du IXe siècle les comtés et les duchés n’étaient donnés que pour un certain temps, ou à vie, selon le bon plaisir des rois, Dès le commencement du10e siècle ces titres devinrent héréditaires. La plupart des archevêques et évêques de France se firent comtes, ducs et seigneurs des villes de leurs sièges, les rois y consentirent pour contrebalancer l’autorité des comtes et ducs temporels. Les évêques de Clermont on conservé la seigneurie de cette ville jusqu’en 1557.